# Chandler, Texas
Chandler là một thành phố thuộc quận Henderson, tiểu bang Texas, Hoa Kỳ. Năm 2010, dân số của xã này là 2734 người.

## Dân số
- Dân số năm 2000: 2099 người.
- Dân số năm 2010: 2734 người.